# Regulace (technika)
Regulace je proces automatického udržování určité veličiny (regulovaná veličina) na stanovené hodnotě nebo hodnotách (referenční nebo požadovaná hodnota). Regulace se objevuje v nejrůznějších systémech, u nichž dochází k interakci s okolím (v přírodě, řídicí technice, ve společnosti). Automatickou regulací a řízením se zabývá kybernetika, což je interdisciplinární obor vzniklý ve 40. letech 20. století. Za zakladatele kybernetiky je považován Norbert Wiener.
Základním principem regulace je, že se hodnota regulované veličiny měří a porovnává s požadovanou referenční hodnotou, a jejich rozdíl (tak zvaná regulační odchylka) se používá pro ovlivňování soustavy takovým způsobem, aby se regulační odchylka zmenšovala.
Protože regulace působí proti odchylce od požadované hodnoty, jedná se o zápornou zpětnou vazbu. Příkladem regulačních technik je releová regulace (bang-bang) a PID regulace.

## Příklady regulace
S regulací se setkáváme v nejrůznějších oblastech:
- V přírodě: regulace tělesné teploty živočichů a člověka
- V technice: regulace otáček stroje, teplota místnosti, koncentrace látek v chemickém reaktoru
- Ve společnosti: zachování hodnoty měny[Pozn 1]

Regulace určité veličiny neznamená, že je okamžitě a úplně odstraněn vliv jakékoli poruchy.
Zejména větší poruchy obvykle způsobí viditelnou odchylku regulované veličiny, která se jen pomalu zmenšuje, někdy s kolísáním okolo požadované hodnoty (příklad: zvýšená tělesná teplota v nemoci). Určitá malá odchylka často přetrvává (tzv. trvalá regulační odchylka).

## Definice v normách DIN
Norma DIN IEC 60050-351:2009-06 definuje pojem regulace následovně:
Regulace je proces, při kterém se průběžně ovládá regulovaná veličina jinou proměnnou veličinou (referenční veličina), takovým způsobem, aby došlo k jejich vyrovnání.
Poznámka: poznávacím znamením regulace je uzavřená smyčka zpětné vazby, ve které hodnota regulované veličiny neustále ovlivňuje celý regulační obvod.

## Příbuzné termíny

Dva druhy řízení: nahoře ovládání (bez zpětné vazby), dole regulace (se zpětnou vazbou).

V češtině a v němčině by se měly rozlišovat termíny regulace (se zpětnou vazbou, německy Regelung) a ovládání (bez zpětné vazby, německy Steuerung), a obecnější termín řízení, pro které angličtina používá slovo control. Pod vlivem anglické terminologie se uvedené termíny často nerozlišují nebo zaměňují. V angličtině se pro rozlišení používá Closed-loop control pro regulaci a Open-loop control pro ovládání.